# Cosroes IV de Armenia
Cosroes IV, también conocido como Khosrov IV de Armenia (en  armenio: Խոսրով), fue un príncipe que sirvió como rey sasánida de  Armenia arsácida, que floreció durante la segunda mitad del siglo IV y la primera mitad del siglo V, desde 387 hasta 389.

## Orígenes
Los orígenes exactos de Cosroes IV son desconocidos. Los historiadores armenios del siglo V, Fausto de Bizancio y Moisés de Corene, presentan a Cosroes IV como un príncipe de la  dinastía arsácida, sin mencionar su ascendencia. Según otro historiador armenio, Ghazar Parpetsi, que vivió entre los siglos V y VI, cuya obra era Historia de Armenia, lo menciona también como un príncipe arábido, al tiempo que lo nombra hermano de Vramshapuh y tío de Artaxias IV (Artashir IV) . Según las genealogías modernas, Khosrov IV se presenta como uno de los hijos de Varasdates (Varazdat). Él era el homónimo de su antepasado  Khosrov III y también era el homónimo de sus ancestros monarcas armenios y partos que gobernaron con este nombre. Khosrov IV nació y se crio en Armenia y se sabe poco de su vida antes de su realeza.

## Ascenso al trono
El ascenso de la monarquía y el reinado de Cosroes IV está asociado con el reinado de los dos últimos gobernantes romanos, los Reyes de Armenia, Arsaces III (Arshak III) y su hermano, Vologases III (Vagharsh III), que gobernaron juntos como «co-reyes» bajo la poderosa regencia de Manuel Mamikonian, cuya familia era pro-romana. En 386, Vologases III murió sin dejar un heredero y Arsaces III se convirtió en el único gobernante de Armenia. Como Manuel Mamikonian murió al mismo tiempo que lo hizo Vologases III, la autoridad de Arsaces III se redujo por las invasiones sasánidas de Armenia.
La invasión sasánida de Armenia llevó al emperador romano Teodosio I y al rey sasánida Shapur III a negociar un tratado llamado Paz de Acilisene. Esto llevó al Reino armenio en 387 a dividirse en dos imperios: Armenia Occidental bajo el dominio romano y Armenia Oriental bajo el dominio sasánida. Arsaces III presenció cómo todo su reino se reducía a un pequeño territorio en el oeste de Armenia, ya que residía en Ekeleac ', también conocido como Ekeghiats, en el que su área de dominio era una línea que iba de Erzurum a Mush. Más tarde, en 387, Arsaces III murió y no dejó heredero. Armenia occidental fue anexada y se convirtió en una provincia del Imperio bizantino .
Después de la partición de Armenia y la muerte de Arsaces III, muchos armenios que vivían en el oeste de Armenia se mudaron al este, que incluía a muchos de los Najarar. Los armenios que vivieron bajo el dominio sasánida le solicitaron a Shapur III un rey arsácida.
Shapur III se deleitó con la solicitud de los armenios y con su consentimiento designó a Khosrov IV como rey de Armenia. Después del nombramiento de Khosrov IV, Shapur III puso una corona en la cabeza del joven. Khosrov IV en su reino mantuvo las capitales arsácidas de Artashat y Dvin.. La partición de Armenia y del reinado de Khosrov IV, marcó la última etapa de la dinastía gobernante arsácida en Armenia.

## Reinado

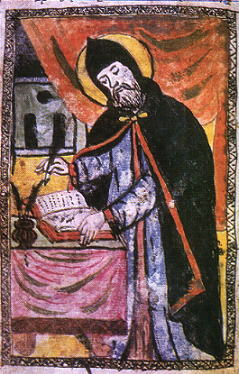
Ilustración de Mesrop Mashtots de un manuscrito de 1776

Como una señal para extender sus cortesías a la Armenia sasánida, Shapur III le dio a su hermana Zruanduxt a Khosrov IV para que la tomase como esposa. Zruanduxt se convirtió en una reina consorte, a quien su hermano le había dado con Khosrov IV un gran ejército para proteger Armenia y también le había dado a Khosrov IV un tutor llamado Zik. Khosrov IV era un monarca cliente cristiano que gobernaba bajo un estado no cristiano cuya religión oficial era el zoroastrismo. Poco se sabe de la relación de Khosrov IV con Zruanduxt. De acuerdo con las genealogías modernas, Zruanduxt y Khosrov IV fueron los padres de dos hijos: Tigranes y Arsaces.
En su reinado, Khosrov IV había demostrado una gran asertividad de su autoridad real. En el primer año de su realeza, Khosrov IV nombró a Sahak, hijo de Nerses, como el «Armenio Catholicos» (Patriarca). Sahak fue el último patriarca gregoriano y estaba emparentado lejanamente con Khosrov IV, ya que la difunta abuela paterna de Sahak era la Princesa Arsácida Bambish. Bambish era hermana del rey Tigranes VII (Tiran) y una hija del rey Khosrov III. San Mesrop Mashtotsen en 387, a causa de su piedad y experiencia adquirida, fue nombrado por Khosrov IV como su secretario imperial. El deber de Mesrop era escribir en caracteres griegos y persas los decretos y edictos del reino. Restauró a muchos Nakharars a su antiguo estatus de nobleza y fue muy conocido por sus simpatías hacia el Imperio Bizantino, en particular con Teodosio I y su familia.
La buena voluntad que existía entre Khosrov IV y Shapur III no duró, ya que en 388 murió Shapur III. Shapur III fue sucedido por su hijo Bahram IV, que era sobrino en matrimonio de Khosrov IV. En algún momento en 389 Bahram IV, destronó a Khosrov IV y lo colocó en confinamiento en Ctesifonte. Bahram IV estaba insatisfecho con Khosrov IV y lo consideró como demasiado asertivo en su autoridad real como para ser monarca gobernante cliente y realizó varios actos en su realeza sin consultar a la dinastía sasánida. Bahram IV en 389 reemplazó a Khosrov IV, con su hermano Vramshapuh como el cliente sasánida de Armenia arsácida. El destino de la esposa y los hijos de Khosrov IV después de este momento es desconocido.
La liberación de Khosrov IV del exilio político está asociada con la muerte de Vramshapuh o con los últimos años del reinado de su hermano. Vramshapuh murió en 417. Después de la muerte de Vramshapuh, Sahak visitó la corte del rey Sasánida Yazdegerd I al liberar a Khosrov IV del exilio político. Yazdegerd aceptó, de acuerdo con Sahak, liberar a Khosrov IV de la prisión.
Cuando Khosrov IV fue liberado del exilio político, existe la posibilidad de que haya servido nuevamente como Rey de Armenia desde 417 hasta aproximadamente 418. Puede haber reinado de nuevo como su sobrino ya que Artaxias IV era demasiado joven para suceder a su padre. El posible segundo reinado de Khosrov IV, puede haber durado hasta un año, ya que murió en 418. De 417 a 422, Armenia estaba bajo el dominio directo de los Nakharars y la dinastía sasánida. Artaxias IV en 422, [31] fue nombrado rey de Armenia por la dinastía sasánida.